# Saputit
Saputit [sapuˈtˢit] (nach alter Rechtschreibung Saputit) ist eine grönländische Schäfersiedlung im Distrikt Nanortalik in der Kommune Kujalleq.

## Lage
Saputit liegt am Nordufer der Bucht Tasiusaq. 3,9 km südwestlich liegt der nach der Bucht benannte Ort Tasiusaq, mit dem Saputit über einen Weg verbunden ist. 1,3 km nordöstlich befindet sich die nächste Schäfersiedlung, Saputit Tasiat.

## Geschichte
Saputit war 1960 noch unbewohnt. 1965 lebten zwei außerhalb von Grönland geborene Personen in Saputit. 1968 lebten ebenfalls zwei Personen dort.

## Bevölkerungsentwicklung
Die Einwohnerzahl von Saputit schwankt stark zwischen einer und dreizehn Personen. Einwohnerzahlen der Schäfersiedlungen sind letztmals für 2013 bekannt. Saputit wird statistisch unter „Farmen bei Tasiusaq“ geführt.